# Haiku
|  | Aquest article tracta sobre tipus de poema. Si cerqueu el sistema operatiu, vegeu «Haiku (sistema operatiu)». |

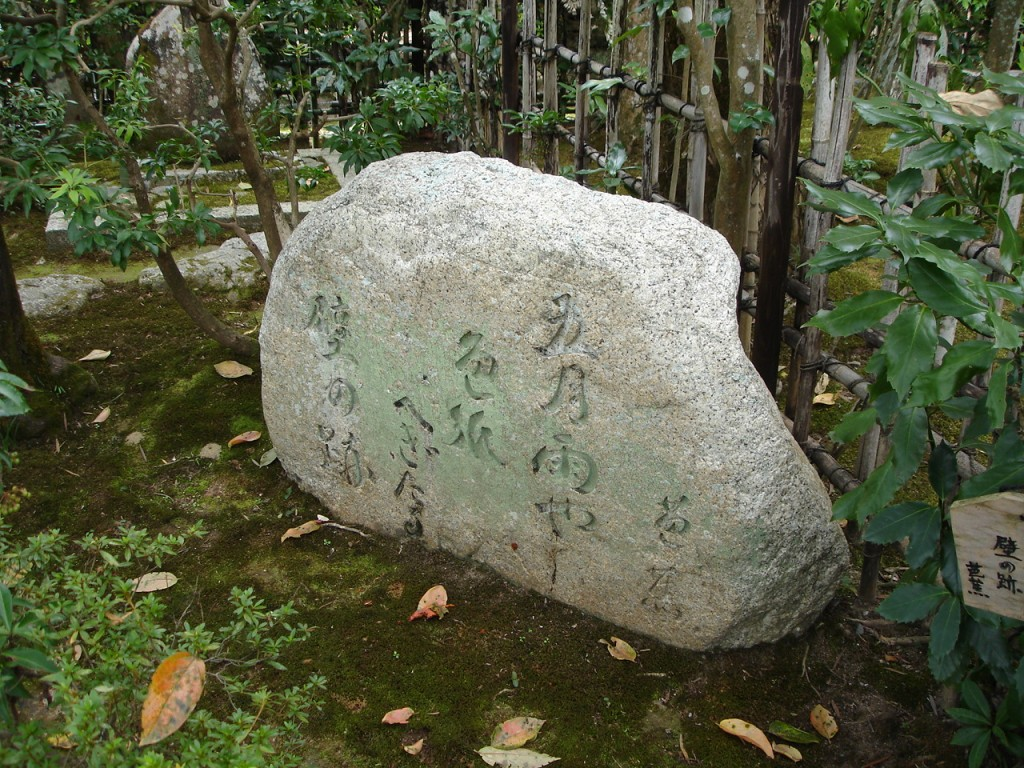
Haiku gravat en pedra

El haiku (俳句, pronunciat /ˈhaɪ.kuː/, transcripció AFI hájku, mantenint la hac aspirada com en japonès; en plural haiku o haikus) és una de les formes de poesia tradicional japonesa més esteses. Es tracta d'una composició breu de 3 versos de 5, 7 i 5 mores (que normalment se substitueixen per síl·labes quan es tradueixen a altres llengües). La seva poètica es basa en la sorpresa i l'embadaliment que produeix al poeta la contemplació de la natura. Els autors de haiku s'anomenen haijin.

## Qualitats del haiku
Els haiku estan típicament caracteritzats per tres qualitats: 
- L'essència del haiku és el (kiru) tall.[4] Sovint, aquest fet es representa per la juxtaposició de dues imatges o idees i un kireji ("mot de tall") entre elles,[5] una mena de marca de puntuació verbal que assenyala el moment de la separació i acoloreix la forma en la qual es juxtaposen els elements relacionats.
- El haiku tradicional consisteix en 17 mores, distribuïdes en frases de 5, 7 i 5 mores respectivament.[6] Cada una d'aquestes frases pot acabar en kireji.[7] En les traduccions a les llengües occidentals sovint es tradueixen les mores com a síl·labes i es considera que els haikus tenen 17 síl·labes[8] la qual cosa no és del tot acurat, ja que les mores no corresponen exactament amb síl·labes. No obstant això, alguns autors són crítics amb el repartiment de les síl·labes, com Vicente Haya o Jaime Lorente.[9][10]
- Els haiku també presenten una referència estacional anomenada kigo i normalment extreta d'una llista extensa de mots relacionats amb les estacions, dita saijiki.

En el haiku japonès modern (現代俳句, gendai-haiku) cada cop és menys habitual seguir la tradició de les 17 mores o incloure la referència estacional en les composicions, però l'ús de la juxtaposició continua sent important tant en els haikus tradicionals com en els més moderns. Hi ha una percepció força comuna, tot i que relativament recent, que les imatges juxtaposades han de ser objectes o successos quotidians observats directament.
Els haikus japonesos s'imprimeixen tradicionalment en una línia vertical simple mentre que els haikus catalans i en general en llengües occidentals se solen escriure en tres línies paral·leles.
A la fi del segle xix, Masaoka Shiki (1867-1902) va separar el hokku, nom amb què es coneixien aquestes composicions abans, i va crear el haiku. Així, el primer escriptor de haikus és Shiki, reformador del hokku. Els escriptors anteriors a Shiki usaren sempre la denominació de haikai.

## Història

### Haiku, zen i sintoisme
És comú relacionar el haiku amb el zen. Amb tot, encara que el zen va utilitzar el haiku per a la difusió de la seva filosofia, dista molt de ser el seu origen. Al Man'yōshū (obra clàssica de recopilació de poesia del segle viii) hi ha molts poemes de 31 mores on ja apareix l'actitud característica del haiku: la natura no és excusa dels sentiments humans, sinó objecte poètic en si mateix. O, el poema sorgeix «de la sorpresa del japonès primitiu pel que passava a la Natura». Es tracta d'una espiritualitat típicament japonesa, anterior al zen i al mateix budisme, i vinculada al xintoisme.
La vinculació amb el zen es va produir quan al segle xvii Matsuo Bashō, monjo budista, va llançar el haiku a la popularitat. Al segle xx Daisetsu Teitaro Suzuki, gran mestre budista zen, enfoca l'haiku com a expressió poètica del zen en la seva obra El zen i la cultura japonesa. Això només és vàlid per a alguns haikus, però a través de l'obra de Reginald Horace Blyth, difusor del haiku al món anglosaxó, l'enfocament de Suzuki s'ha donat a conèixer àmpliament.

### Del katauta al haiku
El haiku forma part d'una família de formes poètiques japoneses en què es combinen versos de cinc i set mores. La forma mètrica característica de l'haiku (1 tercet els versos tenen 5, 7 i 5 mores, respectivament) apareix ja al segle viii amb el nom de katauta. Dos katauta formaven un mondoo, un diàleg entre dos personatges, en què el primer katauta és una pregunta i el segon la resposta a aquesta.
Des de finals del segle viii, la forma poètica més comuna és el tanka: es tracta d'una cançó curta formada per dues estrofes desiguals. La primera anomenada Hokku, és l'estrofa d'obertura d'un poema col·laboratiu ortodox, el renga, i del de la seva derivació posterior, el renku (també conegut com a haikai no renga). El hokku, segueix el patró característic del katauta (i del haiku): un tercet 5-7-5, mentre que la segona està formada per dos versos de set mores. Donat el seu predomini, al tanka se li coneix també com waka: és la «cançó» per antonomàsia.
Els tanka apareixien sovint encadenats en una forma superior, el renga: a un tanka inicial li succeïen diverses respostes, que podien ser obra de diversos poetes. Quan el renga tenia un to humorístic, se l'anomenava haikai renga (haikai vol dir «divertit»).
El haikai renga es considerava una forma popular, sense massa pretensions artístiques. A l'època de Matsuo Bashō (1644–1694), el hokku havia començat a aparèixer com un poema independent, encara que també fou incorporat al haibun (una combinació de prosa i hokku), i al haiga (una combinació de pintura i hokku).
Al segle xvii Matsuo Bashō, alhora que compon haikai renga, conrea el hokku com una forma autònoma, i li dona una poètica nova, influïda pel budisme zen i hereva de l'actitud de sorpresa i embadaliment davant la naturalesa que apareix ja en les primeres manifestacions de la lírica japonesa.
A aquests hokku que no formen part d'una sèrie (renga) ni d'una tanka i que tenen un elevat valor poètic el poeta i crític Shiki (1867-1902) els bateja amb el neologisme haiku, a través de la seva revista literària hototogisu el terme es popularitza dins i fora del Japó. A partir de llavors, l'haiku es consolida com una forma poètica autònoma amb les seves pròpies convencions i regles. La denominació haiku és la més utilitzada actualment, inclús per a fer referència a tots els hokku que apareixen independentment del renku o el renga, independentment de quan foren escrits, i la denominació de hokku ha esdevingut obsoleta.

## Haiga
Era una pintura sense gaire perfecció, realitzada en l'antiguitat per l'autor del haikai o haiku per acompanyar el seu poema. El poema no només explica la imatge i imatge no només il·lustra el poema, sino que es complementen i es donen profunditat l'un a l'altre. Matsuo Bashō va ser el primer poeta a adoptar aquesta forma del haiku que avui domina en les grans esferes poètiques.

## Haijin
És el nom amb què es denomina l'autor d'un haikai o haiku. Els haijin més importants de la història del Japó són Matsuo Bashō, Yosa Buson, Kobayashi Issa, Usuda Aro, Masaoka Shiki, Uejima Onitsura, Ritsurin Issekiro, Arakida Morikate i Yamasaki Sokan, entre d'altres.

## El haiku a la literatura catalana
Entre els primers introductors de haikus en català hi ha el mallorquí Llorenç Vidal amb els seus Apunts en ritme d'haikai i Haikais 69, inclosos al seu recull Talaiot del vent, 2a edició, de 1972 i tres anys abans (1969) publicats a les revistes mallorquines Lluc i Ponent, sense oblidar els precedents de Joan Salvat-Papassait i de Rosa Leveroni que obre el recull de Presència i record (1952) amb un conjunt de haikus, i la seva Obra completa en publica d'altres inèdits i dispersos, tot i que en la seva producció poètica són més freqüents les tannkas. Joana Raspall també cultiva aquesta modalitat de poesia editant dos volums un al 2004 i un altre al 2009 amb motiu del centenari de Carles Riba, el seu professor que la va introduir en aquesta estructura poètica.
També hi ha Agustí Bartra, que en va traduir uns quants i en va escriure un recull anomenat Haikús d'Arinsal, de 1981. Posteriorment Llorenç Vidal ha publicat els aplecs de haikus Estels filants, 1991, i Petits poemes, 1999, si bé ell prefereix usar la denominació primitiva de haikai com a sinònim de la posterior de haiku, tal com l'usaren, amb anterioritat a Shiki, els haijin Arakida, Basho, Buson, Issa, etc. i, entre els contemporanis occidentals, l'italià Mario Chini als seus Attimi i el francès Pierre Seghers a la seva antologia Le Livre d'Or du Haïkaï, per exemple.
L'any 2003, al I Simpòsium Internacional sobre el poeta, foren presentats seixanta haikus inèdits de Salvador Espriu escrits en rebuts datats de 1970 i descoberts entre els papers pòstums pel seu nebot Sebastià Bonet.

## Exemples de haiku
Camí de sol.

Per les rutes amigues,

unes formigues.
Joan Salvat-Papasseit
Sota la llum d'argent

en les branques, el vent

canta el teu nom.
Rosa Leveroni
Com l'ametller florit

bandejo el meu neguit

les flors al vent.
Rosa Leveroni
RECORD DELS ANYS SETANTA

Fulard a lloure.

Un cos d'imatge grega.

París. Montmartre.
Llorenç Vidal
Em reconec

en la paraula closa

de la sang presa.
Vinyet Panyella
Olivera en flor,

sobre núvols de cotó;

carretera en dansa.
Pep Ros